# (8960) Luscinioides
(8960) Luscinioides (2575 P-L) – planetoida z pasa głównego asteroid okrążająca Słońce w ciągu 4,94 lat w średniej odległości 2,9 au. Odkryta 24 września 1960 roku.